# Imperium (album Huntera)
Imperium – szósty album studyjny polskiej grupy muzycznej Hunter. Wydawnictwo ukazało się 15 listopada 2013 roku nakładem wytwórni muzycznej Tune Project w dystrybucji Fonografiki. Album został nagrany pomiędzy czerwcem a sierpniem 2012 oraz majem a sierpniem 2013 roku w Miejskim Domu Kultury w Szczytnie, Sonus Studio w Łomiankach oraz w domowych studiach członków zespołu. 
Nagrania zadebiutowały na 1. miejscu zestawienia OLiS i uzyskały certyfikat złotej płyty.

## Lista utworów
Opracowano na podstawie materiału źródłowego.
| Nr | Tytuł utworu                        | Słowa             | Muzyka                                 | Długość |
| -- | ----------------------------------- | ----------------- | -------------------------------------- | ------- |
| 1. | „Imperium uboju”                    | Paweł Grzegorczyk | Paweł Grzegorczyk, Piotr Kędzierzawski | 03:12   |
| 2. | „Imperium mæczety”                  | Paweł Grzegorczyk | Paweł Grzegorczyk, Piotr Kędzierzawski | 03:31   |
| 3. | „Imperium zawiści orzeszpospolitej” | Paweł Grzegorczyk | Paweł Grzegorczyk, Konrad Karchut      | 03:35   |
| 4. | „Imperium miłości”                  | Paweł Grzegorczyk | Paweł Grzegorczyk                      | 05:01   |
| 5. | „Imperium szczujszczura”            | Michał Jelonek    | Michał Jelonek                         | 03:21   |
| 6. | „Imperium strachu”                  | Paweł Grzegorczyk | Paweł Grzegorczyk                      | 04:28   |
| 7. | „Imperium diabła”                   | Michał Jelonek    | Michał Jelonek                         | 03:39   |
| 8. | „Imperium waraciwara”               | Paweł Grzegorczyk | Paweł Grzegorczyk, Piotr Kędzierzawski | 04:41   |
| 9. | „Imperium trujki”                   | Paweł Grzegorczyk | Paweł Grzegorczyk                      | 06:10   |
|    |                                     |                   |                                        | 37:38   |

## Twórcy
Opracowano na podstawie materiału źródłowego.
| - Paweł "Drak" Grzegorczyk - wokal prowadzący, wokal wspierający, gitara, realizacja, edycja, produkcja muzyczna - Piotr "Pit" Kędzierzawski - gitara, wokal wspierający, realizacja, edycja - Michał "Jelonek" Jelonek - skrzypce, wokal wspierający - Konrad "Simon" Karchut - gitara basowa, wokal wspierający - Dariusz "Daray" Brzozowski - perkusja - Arkadiusz "Letki" Letkiewicz - instrumenty perkusyjne, wokal wspierający - Tomasz "Kasprol" Kasprzyk - skrzypce (9) |  | - Adrian Grzegorczyk - fortepian (8) - Jacek Miłaszewski - miksowanie, mastering - Andrzej "Aka" Karp - realizacja, edycja, gitara basowa (9) - Michał "Mashtal" Rypień - realizacja, edycja - Patryk "Maliniak" Malinowski - realizacja, edycja - Aleksander Ikaniewicz - zdjęcia |